# Kościół św. Łukasza w Nagłowicach
Kościół św. Łukasza Ewangelisty – kościół, który znajdował się w Nagłowicach. Rozebrany w 1908 roku.

## Historia
Najstarsza wzmianka o kościele parafialnym w Nagłowicach pochodzi z 1325 roku w związku z opłacającym świętopietrze plebanem nagłowickim Cetosławem. Gdy w XV wieku parafia upadła przeniesiono ją do pobliskiego Ślęcina. Nowy kościół prawdopodobnie został wzniesiony przez Reyów pod koniec XV lub na początku XVI wieku. W 1561 roku Mikołaj Rey zamienił kościół na zbór kalwiński, który istniał do lat 30. XVII wieku. Oddany kościół katolikom pod koniec XVII wieku, został w 1699 roku odrestaurowany przez ówczesnego plebana ks. Franciszka Ścibora Kotkowskiego. Po pożarze świątyni w 1720 roku wspomniany ks. Kotkowski wystawił około 1734 roku nowy kościół, który w 1750 roku został konsekrowany pod wezwaniem św. Łukasza Ewangelisty, przez sufragana krakowskiego Michała Kunickiego. W 1908 roku kościół św. Łukasza został rozebrany, a w jego miejscu postawiono kapliczkę.

## Architektura
Kościół był drewniany, składał się z nawy i prezbiterium, przy którym od północy dostawiona była zakrystia. Od zachodu miał dobudowaną wieżę-dzwonnicę z kruchtą w przyziemiu i murowaną kruchtę od strony południowej. W 1867 roku wieżę rozebrano zastępując kruchtą. Dach świątyni zdobiła sygnaturka. W głównym ołtarzu znajdował się obraz Najświętszej Marii Panny ozdobiony rzeźbioną w drewnie suknią. W drugim ołtarzu umieszczone były obrazy św. Łukasza i św. Antoniego, w trzecim obraz św. Józefa.